# Mickey Guyton

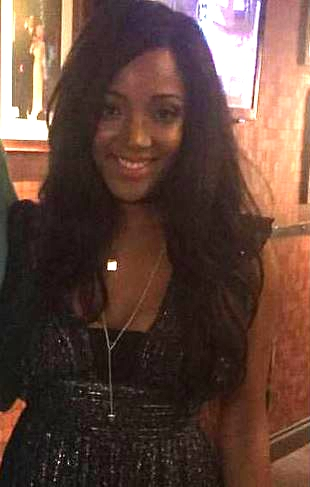
Mickey Guyton 2016

Mickey Guyton (* 17. Juni 1983 in Arlington, Texas; eigentlich Candace Mycale Guyton) ist eine afro-amerikanische Countrysängerin. 2020 hatte sie ihren Durchbruch mit dem Internethit Black Like Me. Er brachte ihr die erste von vier Grammy-Nominierungen.

## Biografie
Candace Mycale „Mickey“ Guyton musste in ihrer Kindheit wegen des Ingenieurberufs ihres Vaters öfter den Wohnort wechseln. Ihre Gesangskarriere begann als Fünfjährige im Kirchenchor. In ihrer Jugend interessierte sie sich für Country, Gospel und R&B-Pop. Nach der High School schrieb sie sich am Santa Monica College ein, danach arbeitete sie in verschiedenen Jobs und trat daneben aber auch als Sängerin auf. Dort wurde der Produzent Julian Raymond auf sie aufmerksam, der sie an das Managementteam von Keith Urban und Faith Hill vermittelte.
Guyton ging nach Nashville, wo sie sich etablieren konnte. 2011 wurde sie zu einem Konzert im Weißen Haus eingeladen. Im Jahr darauf unterschrieb sie ihren ersten Plattenvertrag und hatte mit dem Song Better Than You Left Me ihren ersten Singlehit. Es dauerte aber bis zu ihrer EP Mickey Guyton 2015, bis das Lied in die Radiocharts kam. Why Baby Why wurde im Jahr darauf ihr erster Hit in den US-Countrycharts. Allerdings konnte sie den Erfolg nicht verstetigen und es wurde einige Zeit ruhig um sie.
2019 kehrte sie mit weiteren Singles und mit der EP Bridges zurück. What Are You Gonna Tell Her? war ihre erste Single, die sie bei den ACM Awards zusammen mit Keith Urban aufführte. Ein zweiter Song, Black Like Me, traf 2020 auf die Black-Lives-Matter-Proteste nach dem Tod von George Floyd. Ihre Geschichte von den eigenen Problemen als Schwarze im Country-Geschäft wurde zum Symbol und zum Internethit. Er brachte ihre eine Grammy-Nominierung für die beste Country-Darbietung. Am Ende des Jahres veröffentlichte sie mit dem Kanadier Dean Brody den Song Boys. In Kanada kam das Lied auf Platz 1 der Country-Charts.
Ihr Debütalbum Remember Her Name folgte kurz darauf. Auch wenn die Chartergebnisse nicht so groß waren, brachte es ihr große Popularität, die enorm stieg, als sie beim Super Bowl 2021, dem größten Fernsehereignis der USA, vor dem Anstoß die Nationalhymne singen durfte. Ende des Jahres folgten drei weitere Grammy-Nominierungen für das Album als bestes Countryalbum und für den Titelsong wieder für die Darbietung und als bester Song.

## Diskografie

### Alben
| Jahr | Titel             | Höchstplatzierung, Gesamtwochen, AuszeichnungChartplatzierungen (Jahr, Titel, Platzierungen, Wochen, Auszeichnungen, Anmerkungen) | Höchstplatzierung, Gesamtwochen, AuszeichnungChartplatzierungen (Jahr, Titel, Platzierungen, Wochen, Auszeichnungen, Anmerkungen) | Anmerkungen |
| Jahr | Titel             | US | Country | Anmerkungen |
| ---- | ----------------- | --- | --- | ----------- |
| 2021 | Remember Her Name | — | Country47 (1 Wo.)Country |             |

EPs
- Unbreakable (2014)
- Mickey Guyton (2015)
- Bridges (2020)
- I Am Woman (2022)

### Lieder
| Jahr | Titel Album                | Höchstplatzierung, Gesamtwochen, AuszeichnungChartplatzierungen (Jahr, Titel, Album, Platzierungen, Wochen, Auszeichnungen, Anmerkungen) | Höchstplatzierung, Gesamtwochen, AuszeichnungChartplatzierungen (Jahr, Titel, Album, Platzierungen, Wochen, Auszeichnungen, Anmerkungen) | Anmerkungen |
| Jahr | Titel Album                | US | Country | Anmerkungen |
| ---- | -------------------------- | --- | --- | ----------- |
| 2016 | Why Baby Why Mickey Guyton | — | Country45 (1 Wo.)Country |             |

Weitere Lieder
- Better Than You Left Me (2014)
- Unbreakable (2014)
- Do You Want to Build a Snowman? (2015)
- Heartbreak Song (2016)
- Nice Things (2017)
- Sister (2019)
- Crazy (2019)
- Heaven down Here (2020)
- What Are You Gonna Tell Her? (2020)
- Without a Net (2020)
- Black Like Me (2020)
- Boys (mit Dean Brody, 2020)
- Cross Country (Breland featuring Mickey Guyton, 2021)
- If I Were a Boy (2021)
- Remember Her Name (2021)
- All American (2021)
- Love My Hair (2021)
- Nothing Else Matters (2021)
- Have a Little Faith in Me (2021)
- O Holy Night (2021)